# 해양화학
해양화학(marine chemistry, ocean chemistry) 또는 화학해양학(chemical oceanography)은 해수, 대기, 해저 및 해양 유기체 간의 상호 작용을 포함하여 세계 해양의 화학적 구성과 과정을 연구한다. 이 분야는 탄소, 질소, 인과 같은 원소의 순환, 미량 금속의 거동, 해양 환경의 가스 및 영양분 연구 등 광범위한 주제를 포괄한다. 해양화학은 전 지구적인 생물지구화학적 순환, 해양 순환, 그리고 오염과 기후 변화와 같은 인간 활동이 해양 시스템에 미치는 영향을 이해하는 데 중요한 역할을 한다. 이는 판 구조론과 해저 확산, 탁도, 해류, 퇴적물, pH 수준, 대기 성분, 변성 활동 및 생태에 의해 영향을 받는다.
인간 활동이 지구 해양의 화학적 성질에 미치는 영향은 시간이 지남에 따라 증가했으며, 산업 및 다양한 토지 이용 관행으로 인한 오염이 해양에 심각한 영향을 미친다. 더욱이, 지구 대기 중의 이산화 탄소 수준이 증가하면 해양 산성화가 발생하여 해양 생태계에 부정적인 영향을 미친다. 국제 사회는 해양 화학적 성질을 복원하는 것이 최우선 과제라는 데 동의했으며, 이 목표를 향한 노력은 지속 가능한 개발 목표 14의 일부로 추적된다.
해양의 상호 연관성으로 인해 화학 해양학자는 물리해양학, 지질학 및 지구화학, 생물학 및 생화학, 대기과학과 관련된 문제를 자주 연구한다. 그들 중 다수는 생물지구화학적 순환을 조사하고 있으며, 특히 해양 탄소 순환은 탄소격리 및 해양 산성화에서의 역할로 인해 상당한 관심을 끌고 있다. 다른 주요 관심 주제로는 해양 분석 화학, 해양 오염, 인위적 기후 변화 등이 있다.

## 같이 보기
- 해양학
- 물리해양학
- 바닷물